# IPhone 5
Az iPhone 5 az Apple Inc. okostelefonja, amelyet 2012. szeptember 12-én mutatott be az Apple az új iPod nano és iPod touch modellekkel együtt. Elődje az iPhone 4s, utódai az iPhone 5c és iPhone 5s. A készülék szeptember 14-től volt előrendelhető, amelyből már az első 24 óra során több mint kétmillió darabra adtak le rendelést. Az iPhone 5 bolti forgalmazása 2012. szeptember 21-én kezdődött, majd 2013. szeptember 10-én, utódainak megjelenésekor lezárult.

## Története

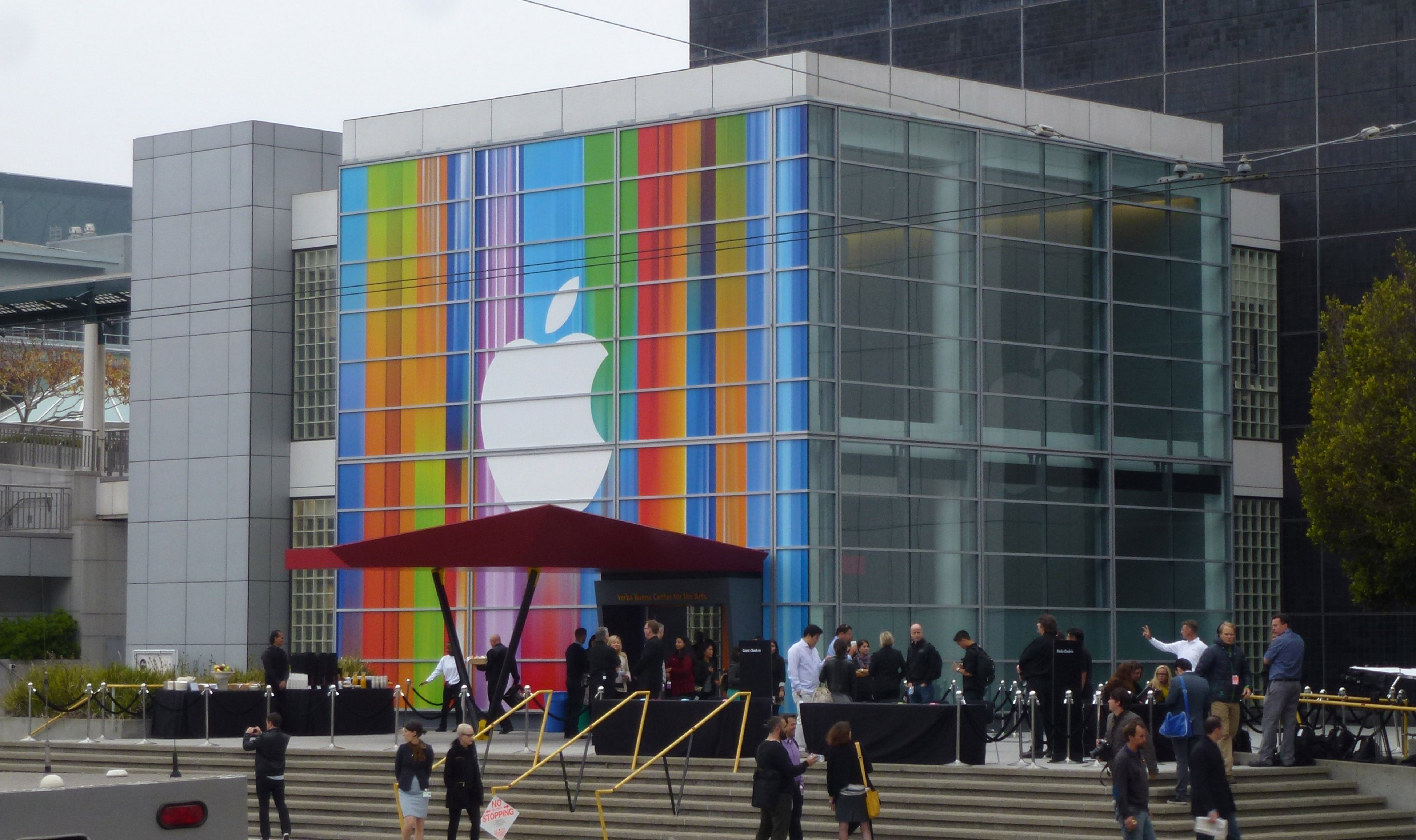
Yerba Buena művészeti központ

Az iPhone 5-ről szóló híresztelések röviddel az iPhone 4s után kezdődtek, de részletes információk csak 2012 júniusában kerültek napvilágra. 2012. július 30-án a készülék bemutatásának dátumáról és néhány jellemzőjéről szóltak hírek. Szeptember 4-én az Apple egy eseményt jelentett be 2012. szeptember 12-re a San Franciscó-i Yerba Buena Centerben. A sajtónak küldött meghívókon egy 5-ös szám árnyéka volt látható, ami azt sugallta, hogy ez lesz a következő iPhone készülék bemutatója.
Az eseményen bemutatták az új iPod nano és iPod touch modelleket is, illetve szeptember 14-re bejelentették az előrendelési időszak kezdetét is. Az előrendelés első napján több mint két millió készülékre adtak le rendelést. Elődjéhez képest rekordot döntött a kezdeti érdeklődés, az első három nap során több mint öt milliót adtak el belőle. 2012. november 30-án az Apple egy kártyafüggetlen modellt is kínált amerikai online üzleteiben, a 16 gigabájtos modellt 649 dollárért árusították.

## Fogadtatás

### Kritikusi, felhasználói vélemények
Az iPhone 5 jellemzően pozitív fogadtatásra talált. Az Engadget a nagy felbontású kijelzőt dicsérte, amelyet az akkor elérhető készülékek között az egyik legjobbként jellemzett. Az új csatlakozót azonban bírálta, mivel az nem volt kompatibilis más eszközökkel és kábelekkel. Azonban az LA Times szerint ez a változtatás szükséges volt, hogy a készülék kisebb lehessen elődjénél. Szintén előnyként említik a hosszabb élettartamú akkumulátort, a kétszer jobb grafikai jellemzőket és a kétszeres sebességet. A The New York Times szerint a 4 hüvelykes retina kijelző nem egy különleges módosítás, de az újfajta csatlakozót szintén elismerte. Javítási szempontból az iFixit szerint a készülék könnyebben javítható, mint elődei.
Használói nem voltak elégedettek az új térkép funkcióval (Maps), ami a Google Maps funkciót váltotta, számos hibát jelentettek ezzel kapcsolatban. Kilenc nappal a Maps megjelenése után az Apple elnézését kért az okozott kényelmetlenségekért és azt javasolta, hogy a felhasználók próbálkozzanak más térkép applikációkkal.

### Kereskedelmi fogadtatás
A Techcrunch jelentése szerint az iPhone 5 hússzor olyan gyorsan fogyott el, mint az iPhone 4 és iPhone 4s. Phil Schiller, az Apple marketing alelnöke azt nyilatkozta, hogy az első 24 órában több mint kétmillió megrendelés érkezett az új készülékre. Az AT&T Mobility szerint ez a telefon volt a leggyorsabban fogyó iPhone, mivel több mint öt milliót adtak el a bevezető hétvégén. Az iPhone 5 eladása is lassult az Android piaci terjeszkedésével.
Megjelenése óta a korábbi iPhone készülékekre bevezetett kedvezményeknek köszönhetően az Apple fenntarthatta piacvezető szerepét az Egyesült Államokban és Japánben, de a globális piacot tekintve eladásaik elmaradnak az összes androidos készülékkel szemben.